# Квернаула (Гулебі)
Квернаула (груз. კვერნაულა) — село в Грузії.
За даними перепису населення 2014 року в селі проживає 74 особи.